# 日本トラフィックコンピューターセンター
株式会社日本トラフィックコンピューターセンター（にほんトラフィックコンピューターセンター 、英称 NIHON TRAFFIC COMPUTER CENTER CO.,LTD.）は、情報システムの設計・開発・保全・運営を行っていた情報通信サービス会社でシステムインテグレーター（独立系）。
略称はNTCであった。

## 概要
設立当初、国鉄向けの事業を行っていた事から、主にJRグループ向けに事業を行っていた。
なお、Webサイトなどでは「JRグループ」と称していたが、主要取引先としてJR旅客7社・JR貨物・JRシステムがあったものの、JR西日本、JRシステムを除くこれらの会社と直接の資本関係はなかった。JR西日本についても日本トラフィックコンピューターセンターの株は所有していたものの、持分法の適用はしておらず、連結子会社にも組み入れられていなかった（同社の持分法適用の非連結子会社は無く、持分法適用の関連会社は関西高速鉄道、大鉄工業、鉄道情報システム、広成建設の4社のみ）。健康保険についても、JRグループ系の「ジェイアールグループ健康保険組合（JR健保）」ではなく、「東京都情報サービス産業健康保険組合（TJK）」に加入していた。また、旧日本国有鉄道が分割民営化した会社（12承継法人）でも、その流れをくむ会社でもないが役員にはJRシステムの退任役員も就任していた他、国鉄・JRシステム退職社員の受け皿ともなっていた。
JRとの関係は、協力会社・パートナー会社としての立場に近かった。

## 事業概要
主に「鉄道関連」、「旅行関連」、「一般企業関連」の3つの領域において、営業を行っていた。
ただし、鉄道分野で取り扱っている事業は、JR各社（またはその情報系子会社）などが上流工程に携わったシステムの下流工程を請け負っているに過ぎなかった。例えば新幹線運行管理システム（COMTRAC）や新幹線情報管理システム（SMIS）はJR東海、JR西日本（または子会社のJTIS、J-WITS）、新幹線総合システム（COSMOS）はJR東日本（または子会社のJEIS）が上流工程に携わっている。

## 歴史
- 1970年3月 - 会社設立。本社は千代田区。
- 1970年4月 - 営業開始。
- 1971年3月 - 本社を港区に移転。
- 2012年7月 - 株式会社ニューメディア総研と合併し、株式会社アドバンストラフィックシステムズとなる。

## 関連会社
- 株式会社情報産業サービス
- 株式会社ニューメディア総研
- 株式会社トランスネット